# بوفالو، سالیون شهرستان، تنسی
بوفالو (به انگلیسی: Buffalo) یک منطقهٔ مسکونی در ایالات متحده آمریکا است که در شهرستان سولیوان، تنسی واقع شده‌ است. بوفالو ۴۲۶٫۱۲ متر بالاتر از سطح دریا واقع شده‌ است.